# 天主教斯普利特-马卡尔斯卡总教区
天主教斯普利特-馬卡爾斯卡總教區（拉丁語：Archidioecesis Spalatensis-Macarscensis）是羅馬天主教以克羅地亞南部斯普利特為中心的一個教省總教區，下轄四個教區。
第一位教區主教多米努斯也是教區以及城市的主保聖人，另一位主教也見於聖奧斯定的《天主之城》。教區於928年升為總教區，11世紀起降格。斯普利特教區和馬卡爾斯卡教區於1828年6月28日合併，1969年7月27日恢復總教區的地位。
總教區於2010年時有437,989名教友，佔轄區總人口93.4%。總教區下轄186個堂區，有304名司鐸。現任總主教為馬林·巴里希奇，助理總主教為德拉任·庫特萊沙。